# Kerstin Reisenhofer
Kerstin Reisenhofer (Braunau am Inn, 28 settembre 1979) è un'ex sciatrice alpina austriaca.

## Biografia
Originaria di Schalchen e attiva in gare FIS dal dicembre del 1994, in Coppa Europa la Reisenhofer esordì il 12 dicembre 1995 a Haus in slalom gigante, senza completare la prova, ottenne il primo podio il 5 gennaio 1999 a Megève in discesa libera (3ª) e la prima vittoria il 26 gennaio successivo ad Altenmarkt-Zauchensee nella medesima specialità. In Coppa del Mondo disputò 3 gare, tutte nel 2000: la prima fu la discesa libera di Innsbruck del 25 febbraio (21ª), l'ultima la discesa libera di Lenzerheide del 5 marzo, nella quale ottenne il miglior piazzamento nel circuito (7ª). Nella medesima specialità conquistò l'ultima vittoria, nonché ultimo podio, in Coppa Europa, il 26 febbraio 2003 a Innerkrems; si ritirò all'inizio della stagione 2004-2005 e la sua ultima gara fu uno slalom speciale FIS disputato il 19 dicembre a Sarentino, non completato dalla Reisenhofer. In carriera non prese parte a rassegne olimpiche o iridate.

## Palmarès

### Mondiali juniores
- 4 medaglie:
  - 1 oro (discesa libera a Pra Loup 1999)
  - 1 argento (supergigante a Monte Bianco 1998)
  - 2 bronzi (supergigante, combinata a Pra Loup 1999)

### Coppa del Mondo
- Miglior piazzamento in classifica generale: 83ª nel 2000

### Coppa Europa
- Miglior piazzamento in classifica generale: 6ª nel 2000
- Vincitrice della classifica di discesa libera nel 2000
- 11 podi:
  - 5 vittorie
  - 4 secondi posti
  - 2 terzi posti

#### Coppa Europa - vittorie
| Data             | Località              | Paese    | Specialità |
| ---------------- | --------------------- | -------- | ---------- |
| 26 gennaio 1999  | Altenmarkt-Zauchensee | Austria  | DH         |
| 20 gennaio 2000  | Haus                  | Austria  | DH         |
| 2 febbraio 2000  | Villars-sur-Ollon     | Svizzera | DH         |
| 3 febbraio 2000  | Villars-sur-Ollon     | Svizzera | DH         |
| 26 febbraio 2003 | Innerkrems            | Austria  | DH         |

Legenda:

DH = discesa libera

### South American Cup
- Miglior piazzamento in classifica generale: 27ª nel 2001
- 1 podio:
  - 1 terzo posto

### Campionati austriaci
- 2 medaglie:
  - 1 oro (discesa libera nel 2000)
  - 1 bronzo (discesa libera nel 1999)